# Jeu des grâces

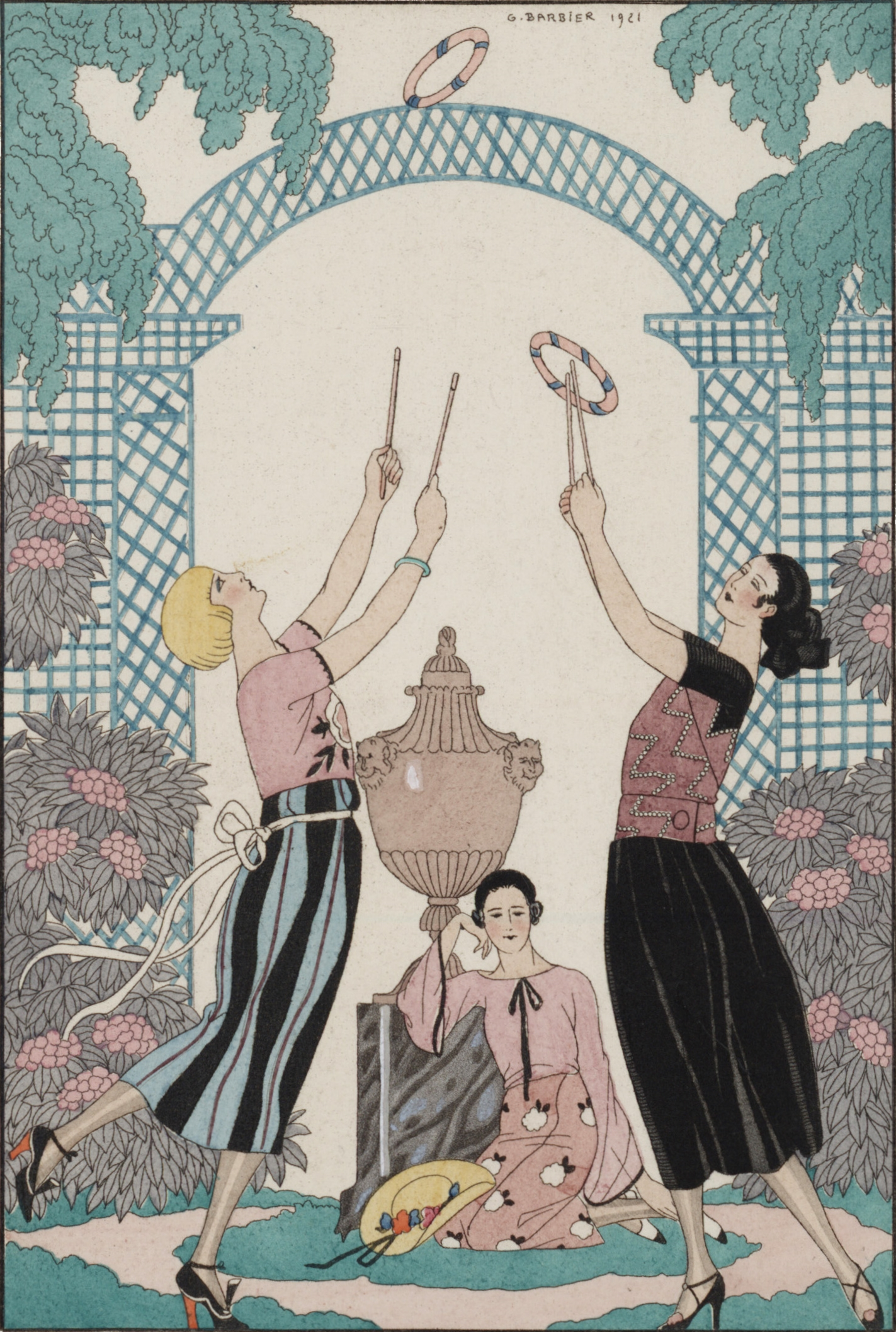
George Barbier, Le Jeu des Grâces (1921).

Le jeu des grâces, également appelé jeu de grâces, ou encore les grâces, est un jeu de plein air qui s’adressait initialement surtout aux enfants, aux jeunes filles et aux dames, où deux partenaires se renvoient mutuellement un ou deux cerceaux de petite taille projetés à l’aide d’une paire de baguettes.
Apparu en France sous sa forme définitive vers 1825, ce jeu a commencé à sérieusement se démoder à la fin de la Belle Époque, au terme de plusieurs décennies d’une popularité discrète mais certaine, avant de tomber dans l’oubli pendant les années 1940. Par ailleurs, il s’est diffusé très tôt et avec succès sous le nom de game of graces aux États-Unis, où il est encore pratiqué sous sa forme traditionnelle et dans une version modernisée.

## Principe du jeu
Le matériel se compose de deux paires de baguettes flexibles et légères longues de 50 à 60 centimètres et d’un ou deux petits cerceaux, généralement de 20 à 25 centimètres de diamètre. Les poignées des baguettes et les cerceaux sont traditionnellement recouverts d’une ou deux bandes de tissu bicolore enroulées en spirale. Les extrémités des bandes entourant le cerceau peuvent pendre librement, afin de ralentir un peu sa course. Dès les années 1840, l’habitude est prise d’utiliser des baguettes et un cerceau festonnés de bleu pour l’un des joueurs, et de rose pour l’autre.
Les deux partenaires se positionnent à quelques mètres de distance l’un de l’autre, en tenant une baguette dans chaque main. Le premier lanceur les croise de manière à former presque un X, place le cerceau autour de leur intersection et les décroise ensuite d’un geste rapide tout en avançant les bras pour faire tournoyer le cerceau en l’air vers le deuxième joueur. Celui-ci réceptionne et bloque le cerceau avec ses baguettes également croisés, puis le relance de la même manière vers son partenaire, et ainsi de suite.
Les pratiquants expérimentés peuvent utiliser deux cerceaux lancés simultanément par chacun des deux joueurs, en s’accordant au préalable sur la hauteur respective des trajectoires à leur donner afin d’éviter les collisions. Le jeu peut être aussi pratiqué à trois joueurs disposés en triangle, et à quatre joueurs se transmettant le cerceau en diagonale ou de manière circulaire.
Si le but du jeu des grâces consiste à ne pas laisser le ou les cerceaux tomber sur le sol, il n’a jamais eu de règles précises permettant de déterminer un vainqueur final. Au-delà de son intérêt ludique, il était surtout considéré, dès l’origine et jusqu’aux années 1930, en France et aux États-Unis, comme un moyen de cultiver l’adresse et la grâce gestuelle chez les jeunes filles, d’où l’étymologie probable et en tout cas communément admise de son nom. Un ouvrage de 1885 résume ainsi ses qualités : « Le jeu de grâces, ainsi nommé parce que les bras s’y développent avec grâce, constitue, pour les jeunes filles surtout, un excellent exercice, qui leur donne de la souplesse dans leurs mouvements et du moelleux dans leurs gestes. Celles qui s’y adonnent ne seront jamais gauches dans leur maintien. » Et ajoute, avec un optimisme qui peut prêter rétrospectivement au sourire : « Cela seul suffirait pour empêcher le jeu de grâces de tomber en désuétude ».

## Historique

### De la Restauration à la Belle Époque

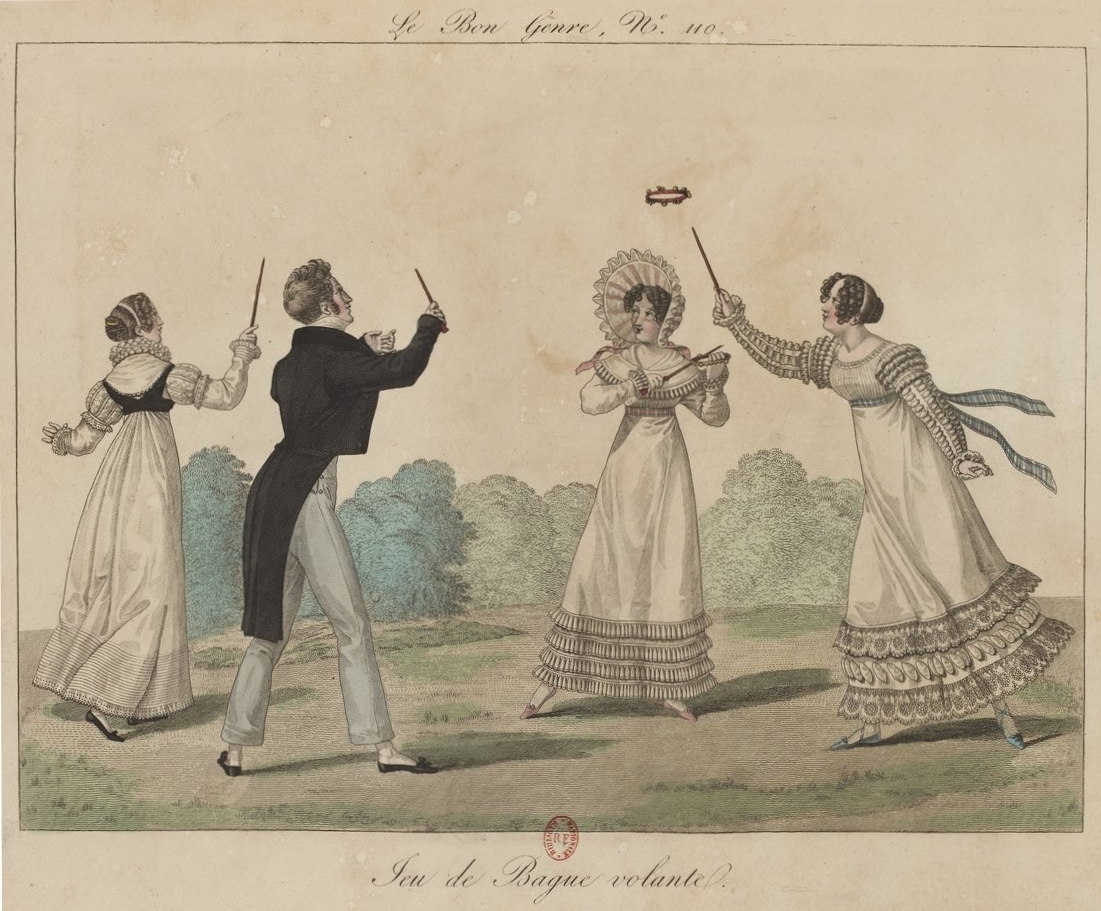
Jeu de la bague volante (1818).

Le jeu des grâces est l’héritier du « jeu de la bague volante », également appelé « la créole », apparu dans les parcs publics parisiens au printemps-été 1818. Ce jeu apprécié par la bonne société se pratique avec une seule baguette et un cerceau en bois souple appelé « bague », muni de rubans et de grelots et, comme dans le futur jeu des grâces, recouvert d’une bande de velours. L’effet produit est celui d’ un « kaléidoscope ambulant ».
La première description connue du jeu des grâces, qui ne porte pas encore ce nom, se trouve dans le quatrième volume des Amusemens de la campagne écrit par Marie Ambroise Paulin Oilleaux Désormeaux et publié en 1826. L’auteur appelle cette évolution de la bague volante le « jeu des cerceaux volants » et la présente comme une mode récente, en concluant sa présentation par « Nous croyons que ce jeu prendra faveur », ce qui semble attester d’une création vers 1825.
Le nom de « jeu des grâces » est attesté pour la première fois quelques années plus tard, en anglais (« game of the Graces »), dans un courrier de William Wordsworth adressé à William Rowan Hamilton en septembre 1830 ; le poète anglais s’y plaint du mauvais temps qui ne lui permet pas de progresser à ce jeu. En plus de l’Angleterre, le jeu des grâces se répand à la même époque, mais sans succès durable, en Allemagne ainsi qu’en Suède (évoqué par Fredrika Bremer). Inversement, il s’implante avec succès aux Êtats-Unis, peut-être propagé par de nouveaux immigrants et en tout cas popularisé par des recueils de jeux pour enfants.
En France, les grâces restent en vogue jusqu’aux années 1890 et commencent à se démoder après le tournant du siècle, victimes de leur étiquette traditionaliste de jeu élégant et éducatif pour jeunes filles, à contre-courant des sports modernes de plein air importés d’Angleterre comme le tennis. D’autre part, elles sont marginalisées à partir de 1907 par l’énorme succès du diabolo.

### De l’Entre-deux-guerres auXXIesiècle

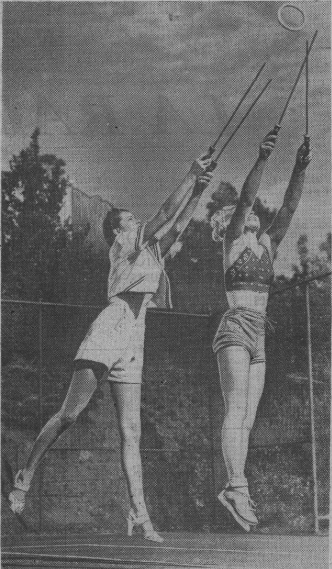
Joueuses californiennes de game of graces (1938).

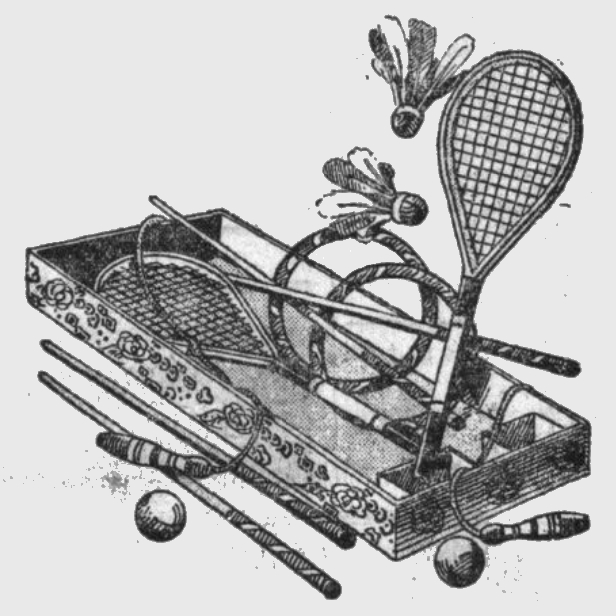
Boîte de jeux de plein air vendue pour 17,90 francs par les Nouvelles Galeries en 1928 : raquettes, volants, balles, corde à sauter et jeu des grâces pour deux personnes.

Le jeu des grâces est toujours commercialisé en France durant l’Entre-deux-guerres comme jeu pour enfants au charme de plus en plus « rétro ». Il refait surface par moments dans la presse à la faveur de modes passagères. Ainsi, le public du deuxième « Gala de la Jeunesse » animé au Cirque d’Hiver par des personnalités du monde sportif et du spectacle pour soutenir l’association Enfance et famille voit s’affronter le 1er juin 1933 les acteurs André Berley et Paul Pauley dans une partie de jeu des grâces. Ces petits regains de santé n’empêchent pas le jeu de tomber dans l’oubli et de s’effacer de la mémoire collective à partir des années 1940.
Au milieu des années 1990, l’entreprise lausanienne Dominodesign commercialise sous la marque Kyo un jeu des grâces comprenant un cerceau et quatre baguettes. Selon le site de ce fabricant, les grâces seraient revenues à la mode au milieu du XXe siècle en Italie, avec des cerceaux fabriqués en bambou.
Aux États-Unis, les grâces ne semblent avoir jamais été vraiment oubliées. Le matériel de jeu est actuellement commercialisé par quelques entreprises, dont la Cooperman Company, localisée dans le Vermon. Le « game of graces » est pratiqué notamment lors de manifestations follkoriques costumées commémorant l’époque de l’Amérique coloniale. D’autre part, la société floridienne System Enterprises vend depuis 2011 sous le nom de RingStix une version modernisée des grâces, avec des baguettes en plastique incurvées et munies de poignées. Un jeu similaire appelé bắt vòng (« attraper le cerceau ») est également fabriqué au Vietnam.

## Littérature
Villiers de L'Isle-Adam a fait du jeu des grâces l’objet d’un court récit publié en 1888, petit bijou d’humour noir où trois jeunes sœurs d’une famille bourgeoise rassemblées autour d’une table de jardin reprennent une partie de jeu des grâces, que leur mère vient d’interrompre, avec des couronnes mortuaires en métal galvanoplastisé destinées à orner le caveau de leur père récemment décédé :

« — C’est pourtant vrai ! pauvre père ! dit à voix basse Eulalie, la jolie aînée, déjà rêveuse.
Et, prenant un À mon époux bien-aimé, elle en considéra, distraitement, l’inscription.
— Nous l’aimions tant ! gémit Bertrande, aux yeux bleus — où brillaient des larmes.
Sans y prendre garde, imitant Eulalie, elle tournait entre ses doigts, et le regard fixe, un À mon petit papa chéri.
— Pour sûr qu’on l’aimait bien ! s’écria la pétulante cadette Cécile qui, follement énervée encore du jeu quitté et comme pour accentuer, à sa manière, la sincérité naïve de son effusion, fit étourdiment sauter en l’air le Souviens-toi ! qui restait.
Par bonheur, l’aînée, qui tenait encore ses baguettes, y reçut, et à temps, la plaintive couronne, laquelle s’y encercla d’abord, — puis, grâce à un mouvement d’inadvertance provenu de l’entraînante vitesse acquise, le Souviens-toi ! s’échappant des bâtonnets, fut recueilli de même par Bertrande après s’être croisé en l’air avec l’À mon petit papa chéri ! — et l’À mon époux bien-aimé ! que Cécile, bien malgré elle, n’avait pu se défendre de lancer vers ses sœurs.
De sorte que, l’instant d’après — et peut-être en symbole des illusions de la vie, — les trois ingénues, peu à peu de retour sur la pelouse, substituaient à leurs cerceaux dorés ce nouveau Jeu des Grâces, et, inconscientes déjà, se renvoyaient mélancoliquement, aux derniers rayons du soleil, ces inaltérables attributs de la sentimentalité moderne. »

— Villiers de L'Isle-Adam, Le Jeu des Grâces

## Galerie

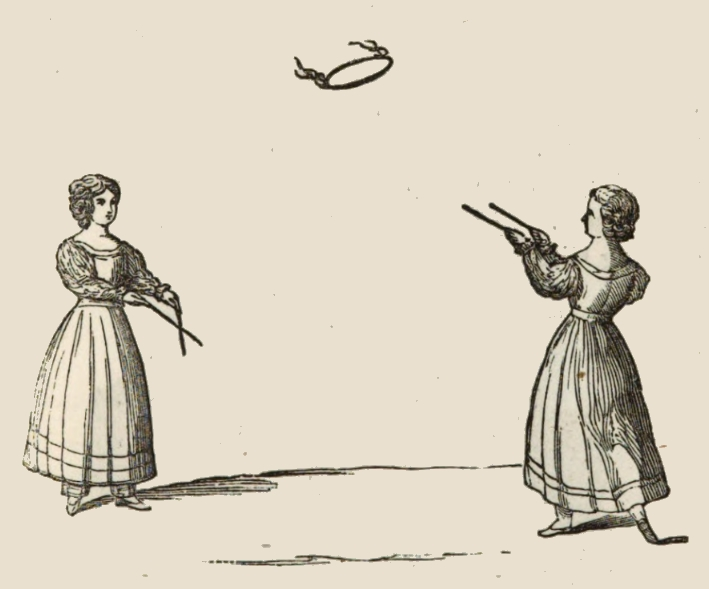
A course of calisthenics for young ladies (Philadelphie, 1831)
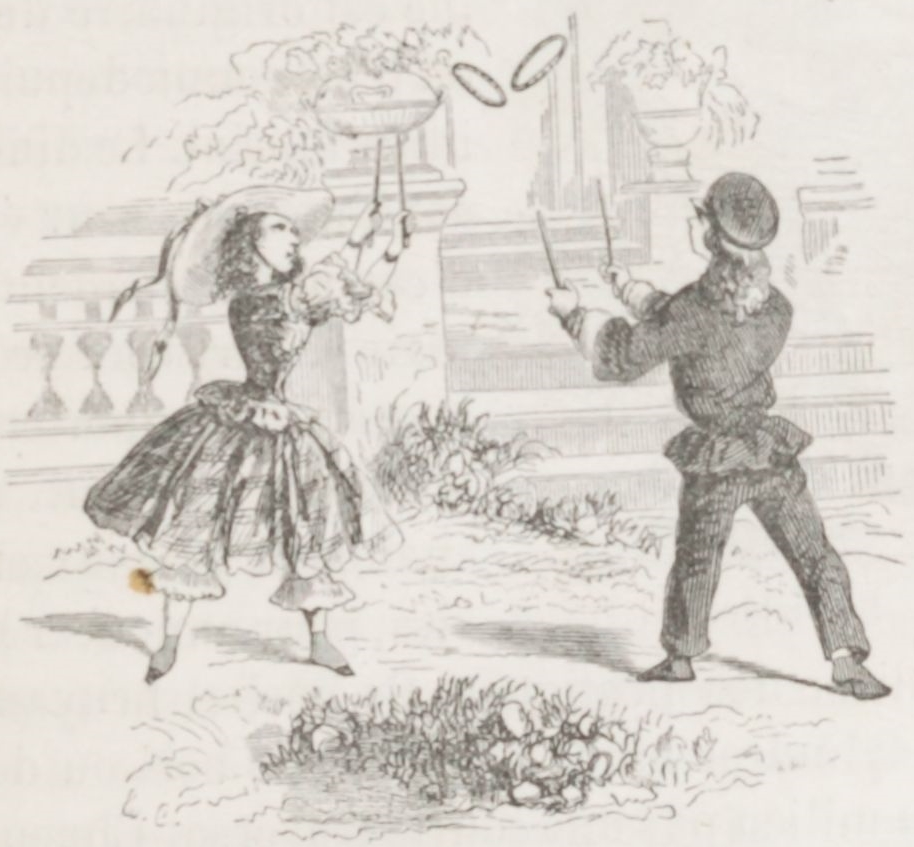
Jeux des adolescents (Guillaume Belèze, 1856)
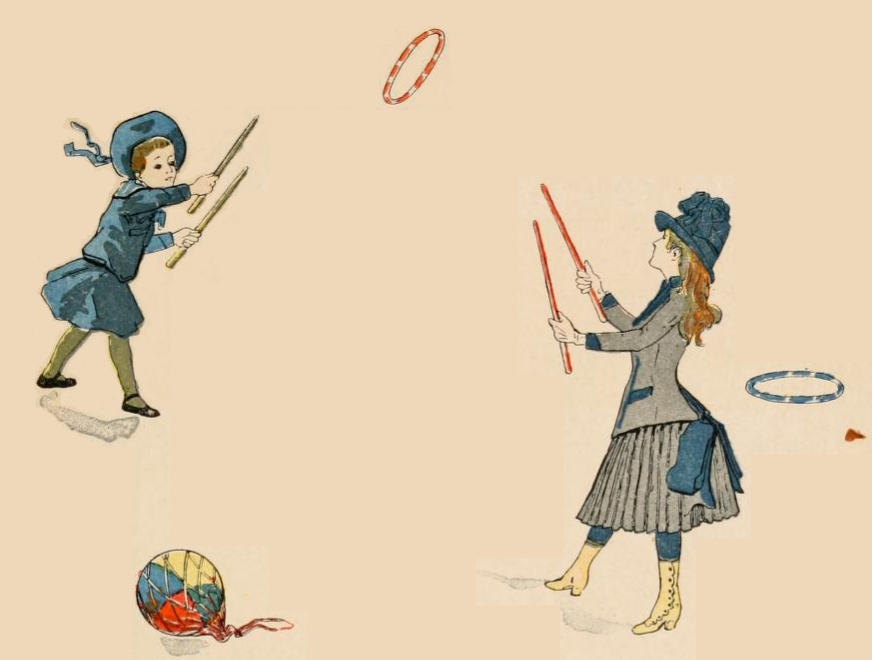
La Journée de Bébé, illustration de Firmin Bouisset (1885)
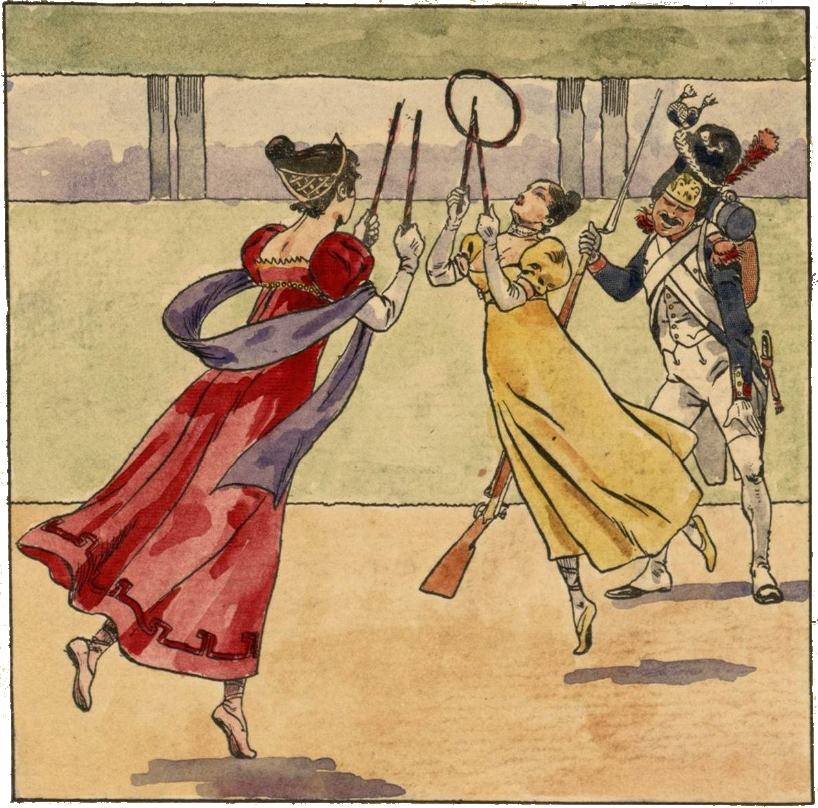
Historiettes : Le jeu des grâces par Raymond de La Nézière - 1894
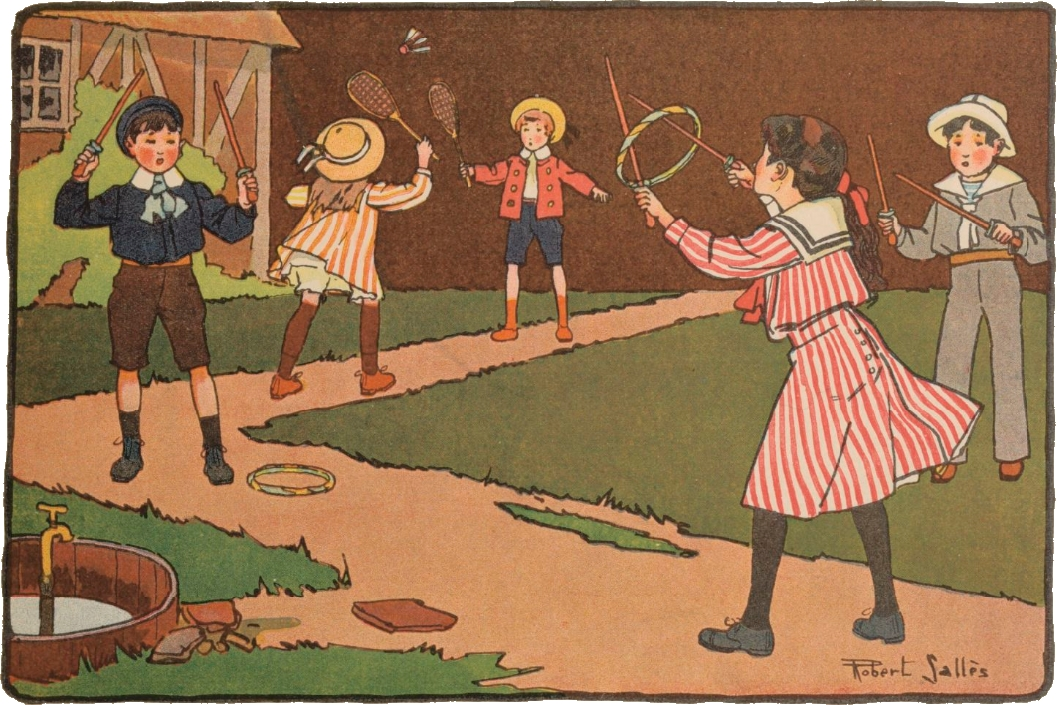
A quoi jouons-nous ?, illustration de Robert Sallès (vers 1900)
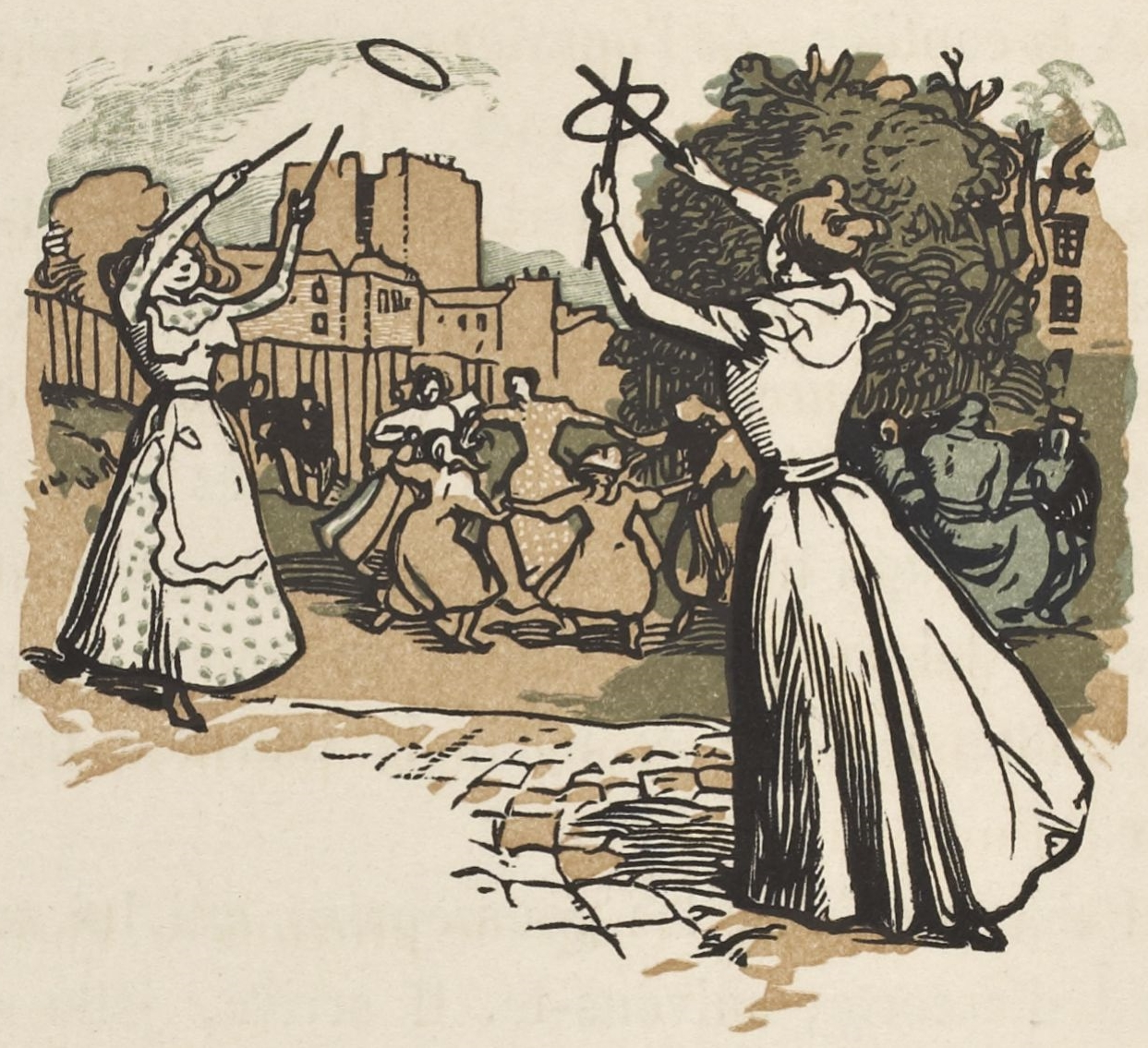
Paysages et coins de rues, illustration d’Auguste Lepère (1900)
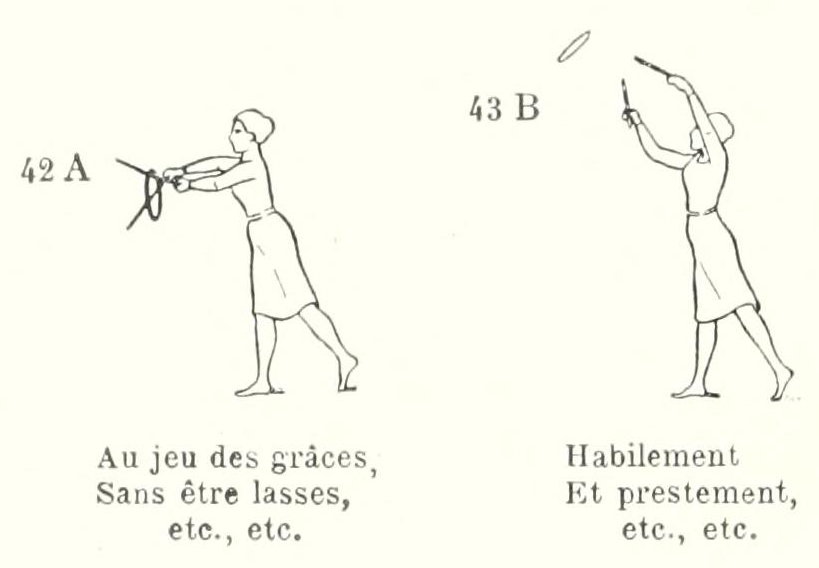
Illustration d’une partition de musique dansée éducative par Maurice Emmanuel (1901)
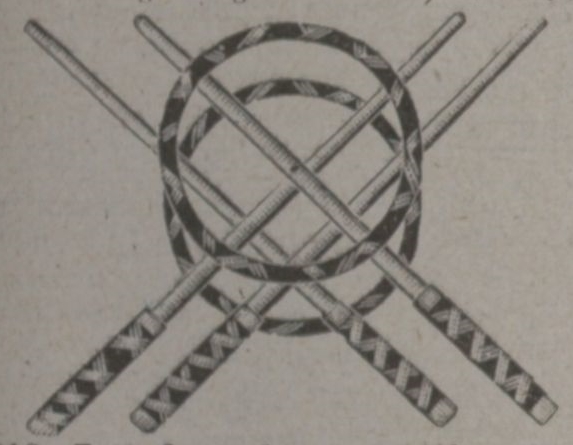
Jeu des grâces vendu par Manufrance (1912)